# Friedrich Schaarschmidt (Maler)

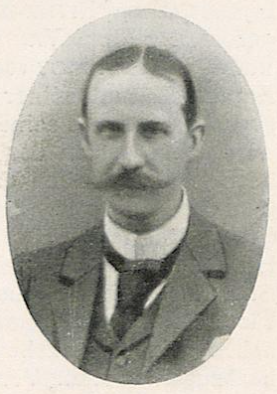
Friedrich Schaarschmidt

Friedrich Schaarschmidt (* 4. Februar 1863 in Bonn; † 12. Juni 1902 in Böblingen) war ein deutscher Landschafts- und Figurenmaler der Düsseldorfer Schule, Konservator und Kunstschriftsteller.

## Leben
Schaarschmidt wurde als Sohn des Philosophiehistorikers und Leiters der Bonner Universitätsbibliothek, Professor Carl Schaarschmidt, in Bonn geboren. Von 1880 bis 1889 studierte er an der Kunstakademie Düsseldorf Malerei. Dort waren Hugo Crola, Peter Janssen d. Ä. und Wilhelm Sohn, vorübergehend auch Eduard Gebhardt und Carl Ernst Forberg, seine Lehrer. Als ausübender Künstler wandte sich Schaarschmidt der Freilichtmalerei zu. Seine Landschaftsgemälde staffierte er häufig mit Figuren in antikisierenden Gewändern aus. 
Auf Antrag von Peter Janssen d. Ä. wurde Schaarschmidt 1893 als Nachfolger von Theodor Levin zum Konservator der Kunstsammlung der Düsseldorfer Akademie berufen. Als solcher übte er auch Lehrtätigkeit aus. Außerdem begann er, sich als Kunstschriftsteller und als Mitarbeiter der Kunstzeitschrift Die Kunst für alle einen Namen zu machen. Als seine bedeutendste Schrift gilt das Werk Zur Geschichte der Düsseldorfer Kunst, das 1902 vom Kunstverein für die Rheinlande und Westfalen herausgegeben wurde. Ferner war er Mitglied der Düsseldorfer Freimaurerloge Rose und Akazie.
Ein schweres Leiden veranlasste ihn im Jahr 1901, Böblingen bei Stuttgart zur Genesung aufzusuchen. Dort verstarb er im Alter von 39 Jahren. Zum Nachfolger als Konservator der Kunstsammlungen, als Bibliothekar und Sekretär der Kunstakademie wurde Hermann Board bestimmt.

## Werke (Auswahl)

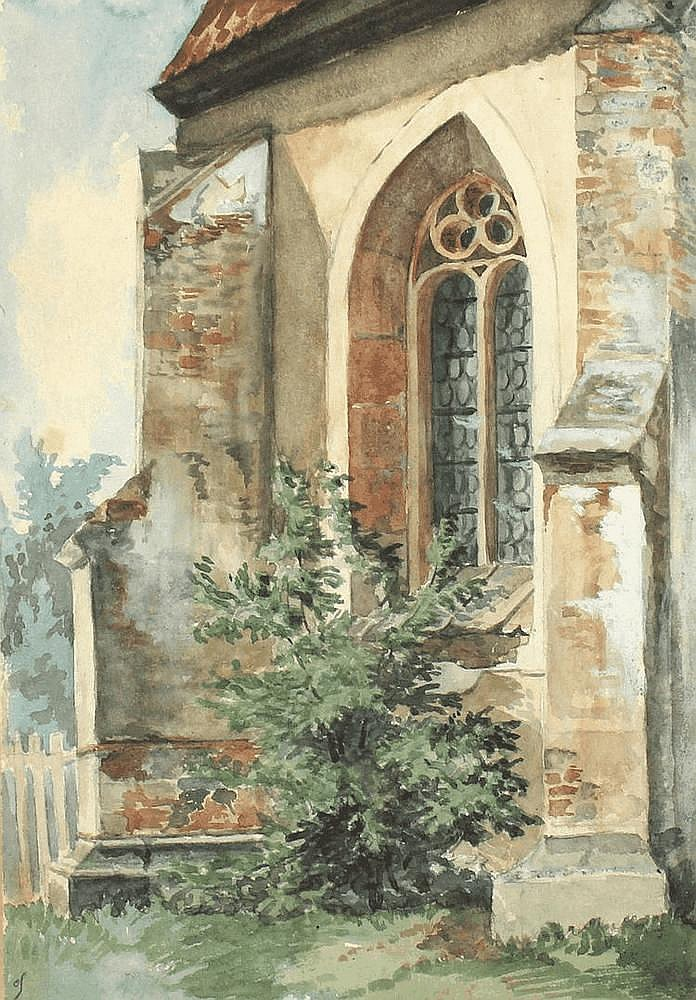
Motiv einer Kapelle, Aquarell

### Malerei
- Reichskanzler Fürst Bismarck, Bremer allgemeine Kunstausstellung 1890
- Faun und Nymphen, Berliner internationale Kunstausstellung 1891
- Sommer, Große Berliner Kunstausstellung 1895
- Auf dem Posilipp, Berliner internationale Kunstausstellung 1896
- Capri, Große Berliner Kunstausstellung 1897
- Friedrich Schaarschmidt, Selbstbildnis im Gewand des 17. Jahrhunderts, ein Glas ausleerend, Radierung, um 1900
- Vieni, Figurenmalerei
- Capri, Landschaftsgemälde
- Motiv einer Kapelle mit Fenstern, Aquarell

### Schriften, Zeitschriftenbeiträge
- Gabriel Ritter von Grupello und seine Broncestatuette des Kurfürsten Johann Wilhelm im Jägerhof zu Düsseldorf. Düsseldorf 1896.
- Fürstliche Bildnisse in der Gemäldesammlung der Kgl. Kunstakademie zu Düsseldorf. In: Beiträge zur Geschichte des Niederrheins. Jahrbuch des Düsseldorfer Geschichts-Vereins. Elfter Band, Düsseldorf 1897, S. 28–63. (Digitalisat)
- Zur Erinnerung an Jakobe von Baden, Herzogin von Jülich-Cleve-Berg, gest. am 3. Sept. 1597. Düsseldorf 1897.
- Eduard von Gebhardt (Zum sechzigsten Geburtstag des Künstlers, 13. Juni 1898). In: Kunst für alle. Heft 17, 1. Juni 1898, S. 257 (Digitalisat).
- Die Düsseldorfer Künstler-Vereinigung 1899. In: Die Kunst für alle. Heft 16, 15. Mai 1899, S. 246 f. (Digitalisat).
- Fritz Roeber. In: Die Kunst für alle. Heft 9, 1. Februar 1901, S. 201–207 (Digitalisat).
- Verzeichnis der Gemälde der Kgl. Kunst-Akademie zu Düsseldorf. Düsseldorf 1901.
- Aus Kunst und Leben. Studien und Reisebilder. München 1901 (Digitalisat).
  - Die Lampe im Altertum. (Digitalisat).
  - Das Museum Plantin-Moretus in Antwerpen. (Digitalisat).
  - Gabriel Ritter von Grupello. (Digitalisat).
  - Goethe in seinen Beziehungen zu einigen rheinischen Künstlern seiner Zeit. (Digitalisat).
  - Nationale Kunst. (Digitalisat).
  - Loccum. Ein lutherisches Kloster und ein Denkmal protestantisch-kirchlicher Malerei. (Digitalisat).
  - Einiges über italienische Thürklopfer. (Digitalisat).
  - Mediceische Villen und Gärten bei Florenz. (Digitalisat).
  - Torre al Gallo. Ein Galilei-Museum in Florenz. (Digitalisat).
  - Neapel. Wanderungen durch die Stadt. (Digitalisat).
  - Palazzo Donn’ Anna in Neapel. (Digitalisat).
  - Von Capri nach Ischia. (Digitalisat).
- Zur Geschichte der Düsseldorfer Kunst, insbesondere im XIX. Jahrhundert. Kunstverein für die Rheinlande und Westfalen, Düsseldorf 1902 (Digitalisat 1, Digitalisat 2, Digitalisat 3).